# マイクロフォーサーズシステム

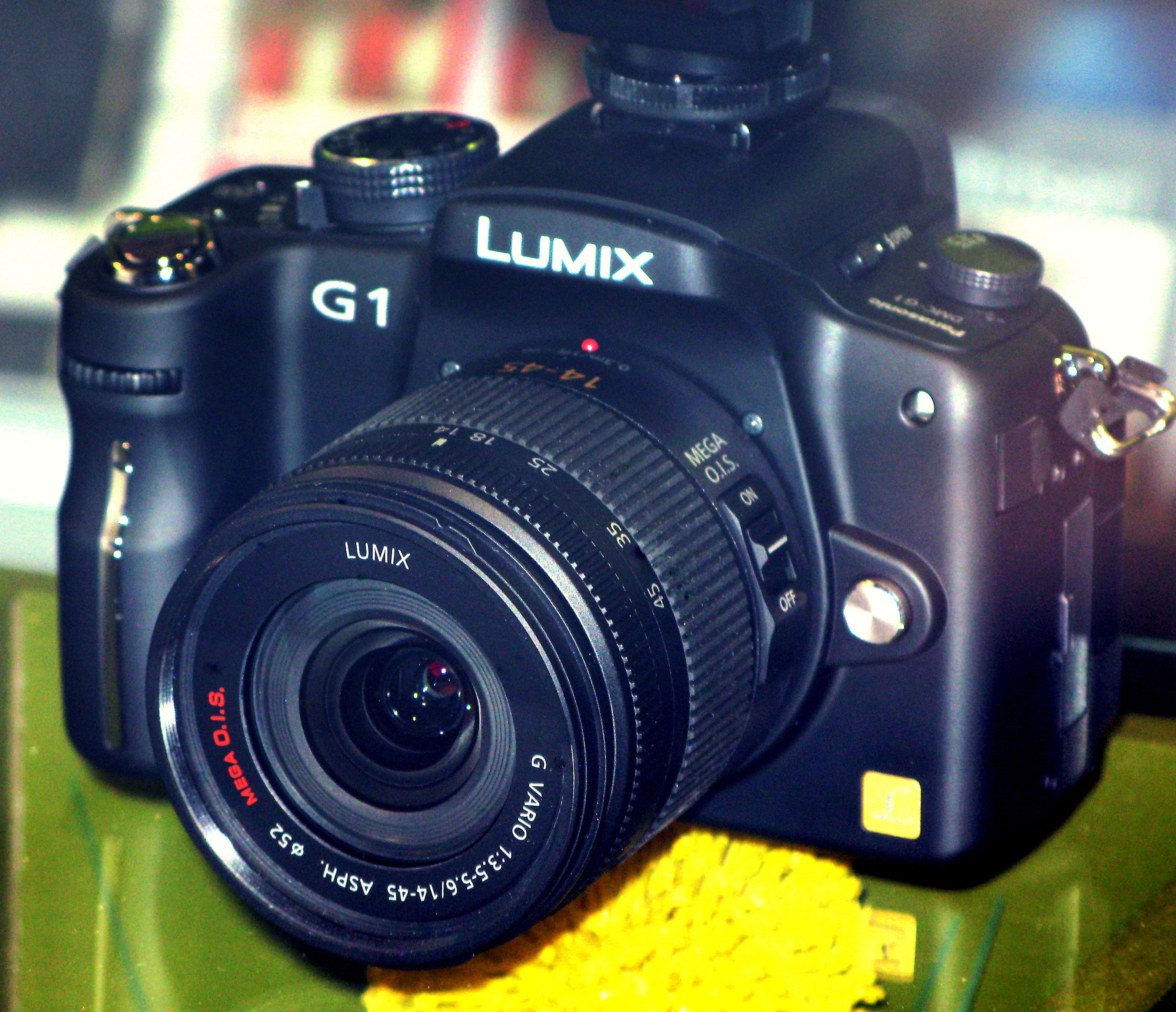
パナソニック ルミックス DMC-G1

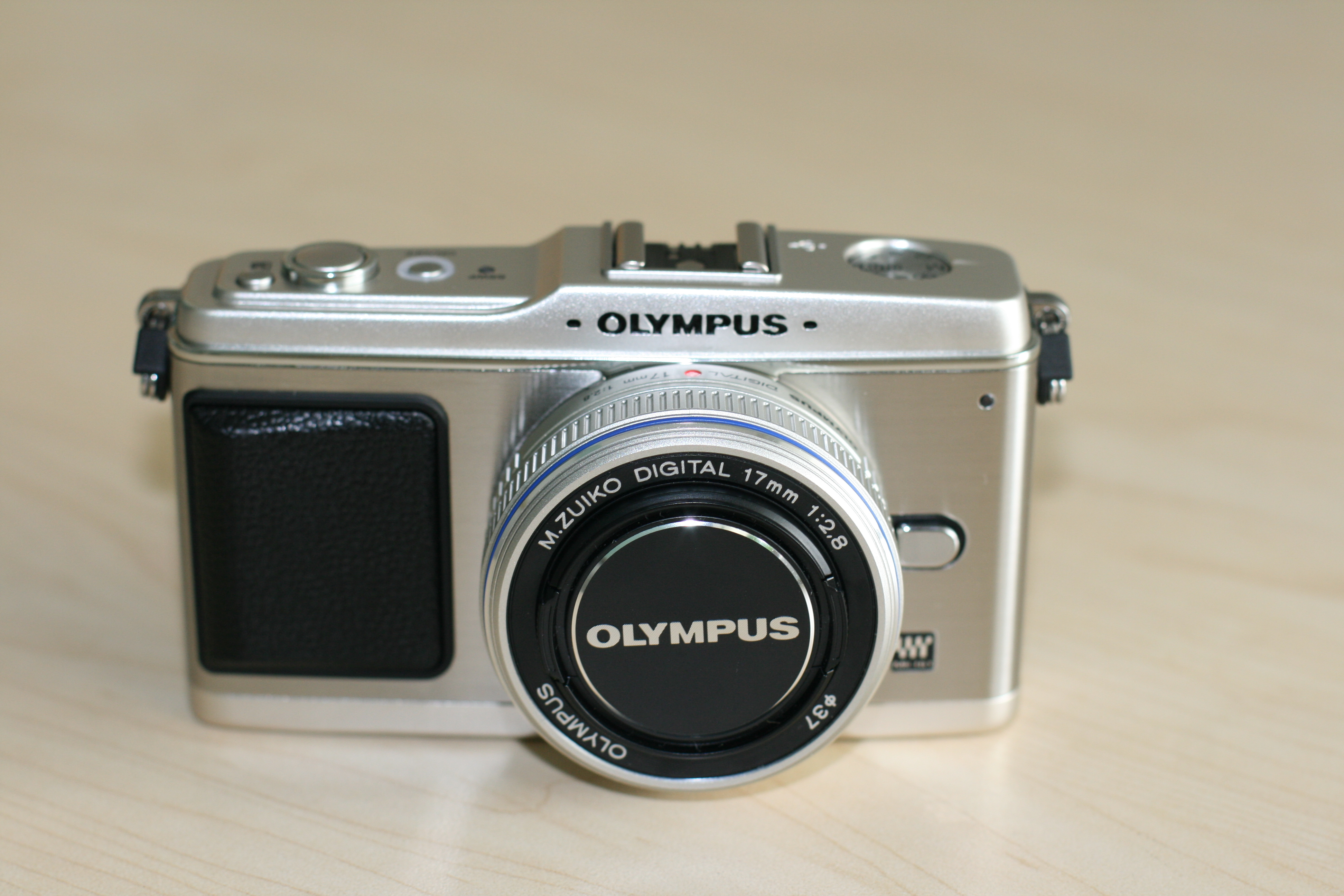
オリンパス PEN E-P1

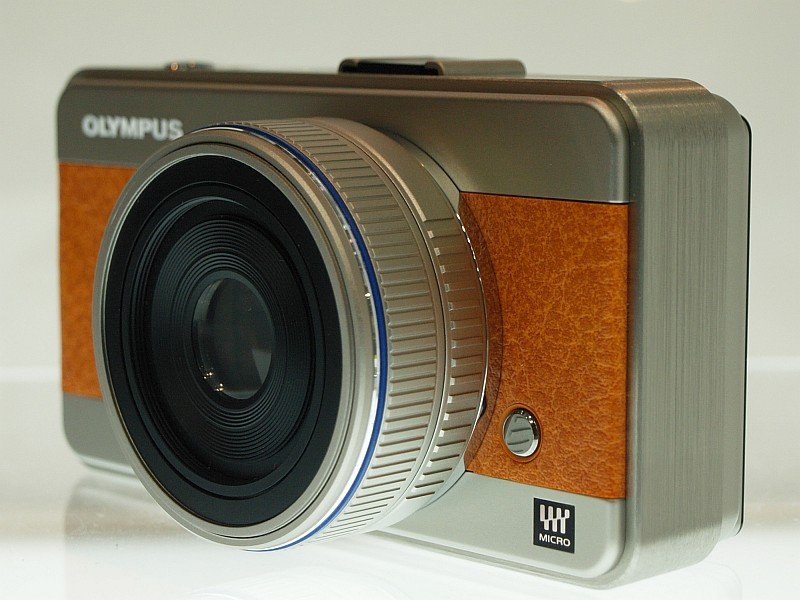
オリンパスのコンセプトモデル
フォトキナ2008に参考出品された。

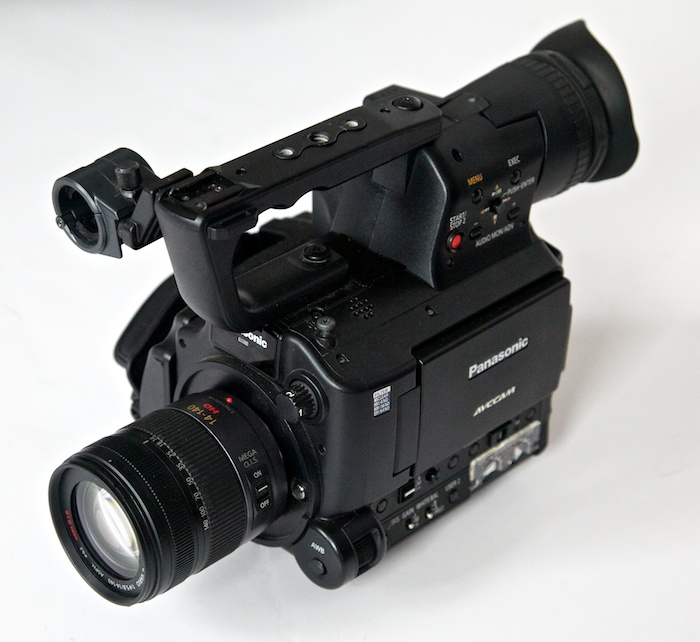
パナソニック・AVCCAM AG-AF100

マイクロフォーサーズシステム（Micro Four Thirds System）は、レンズ交換式デジタルカメラにおける共通規格のひとつであり、フォーサーズシステムの拡張規格である。ミラーレス一眼カメラ専用の規格としては世界初である。オリンパスとパナソニックが策定し、2008年8月5日に発表した。同年10月31日には1号機であり、世界初のミラーレス一眼カメラとなるパナソニック LUMIX DMC-G1が発売された。

## 概要
デジタル一眼レフカメラの規格であるフォーサーズシステムの仕様を大幅に小型・軽量化するためミラーレス構造に最適化したもので、レンズマウントについて以下の変更が加えられている。イメージセンサー自体の大きさはフォーサーズシステムと同じである。
1. フランジバックの長さを約半分（19.25mm）に短縮
2. マウント外径を約6mm縮小
3. マウント電気接点を11点に増加

フランジバックが短縮されることで、同一の光束を通すマウント外径が約6mm縮小した。この変更により、これまでのフォーサーズシステムよりもボディ・レンズの一層の小型軽量化・薄型化が実現可能となる。また、フランジバックを半分に短縮したことで、ミラー（レフ）機構を搭載することが不可能となる。そのため、電子ビューファインダー（EVF）を搭載しているものが多い。
ミラー機構が無くなることで、レンジファインダーカメラ用レンズに見られるバックフォーカスの短いレンズを搭載可能になり、レンズ設計の自由度が増すほか、構造上不可能だった動画撮影にも対応可能となる。
従来のデジタル一眼レフよりマウント電気接点を増やすことで、レンズ・ボディ間の通信速度の向上し、ライブビューのAF機能の円滑化や、高解像度の動画記録、撮影画面のアスペクト比（4:3、3:2、16:9）の変更が可能になっている。また、将来的な機能の拡張にも対応している。
これまでのフォーサーズシステム用レンズは、マウントアダプターを使用することでマイクロフォーサーズシステム用ボディに装着することが可能である（その逆は不可）。携帯性と画質の最高合致点を目指したオスカー・バルナックの思想を尊重し、マイクロフォーサーズは、レンズとボディが小型に設計されている。
規格発表当初の賛同企業は策定者であるオリンパスとパナソニック、パナソニックにライセンス供与を行っているライカの3社のみだったが、2010年8月にコシナが、2011年2月にカール・ツァイス、駒村商会、シュナイダー・クロイツナッハが、2012年1月にはタムロン、ケンコー・トキナー、アストロデザインが、2013年1月にはブラックマジックデザイン、JK Imaging、フォトロン、SVS-VISTEK、ビュープラスが、それぞれ規格への賛同を発表した。2020年現在も、新たに規格に賛同する企業が増えている。

## カメラ一覧

### オリンパス

#### オリンパス PENシリーズ
- PEN E-P1 - 2009年7月発売[5]。オリンパス初のマイクロフォーサーズシステム採用モデル。公式サイト上では「マイクロ一眼」と呼称している。
- PEN E-P2 - 2009年12月発売[6]。E-P1に外付け電子ビューファインダー（EVF）用端子などを追加したモデル。
- PEN E-P3 - 2011年7月発売[7]。E-P2にフラッシュ、フルハイビジョン動画記録、タッチパネルを搭載したモデル。
- PEN E-P5 - 2013年6月発売[8]。有効画素数1605万画素Live MOSセンサー、1/8000秒の高速メカシャッター、5軸5段のセンサーシフト式手ぶれ補正、上下チルト式可動液晶、内蔵Wi-Fiを搭載したモデル。
- PEN Lite E-PL1 - 2010年3月発売[9]。エントリーモデル。
- PEN Lite E-PL1s - 2010年12月発売[10]。E-PL1のキットレンズ変更、マイナーチェンジモデル。
- PEN Lite E-PL2 - 2011年1月発売[11]。E-PL1sから外見デザインを変更。アートフィルター追加、3.0インチ液晶モニター採用。
- PEN Lite E-PL3 - 2011年9月発売[12]。E-PL2から外見デザインを変更。可動式モニタ、フルハイビジョン動画記録を搭載。
- PEN Lite E-PL5 - 2012年10月発売[13]。
- PEN Lite E-PL6 - 2013年6月発売[14]。
- PEN Lite E-PL7 - 2014年9月発売[15]。
- PEN Lite E-PL8 - 2016年11月18日発売[16]。
- PEN Lite E-PL9 - 2018年3月9日発売[17]。
- PEN Lite E-PL10 - 2019年11月22日発売
- PEN mini E-PM1 - 2011年10月発売[18]。超小型モデル。
- PEN mini E-PM2 - 2012年10月発売[19]。
- PEN-F - 2016年2月26日発売[20]。

#### オリンパス OM-Dシリーズ
- OM-D E-M5 - 2012年3月発売[21]。OMシステムの名称・デザインを踏襲。1605万画素の新Live MOSセンサー、5軸対応手ぶれ補正機構を採用。
- OM-D E-M1 - 2013年10月発売[22]。OM-Dシリーズ第2弾。1628万画素の新Live MOSセンサー、大型高精細EVFや像面位相差AFなどの新機能を追加し、従来のE-システム一眼レフをも統合する新フラッグシップ機（E-5の統合後継機でもある）。
- OM-D E-M10 - 2014年2月発売[23]。
- OM-D E-M5 Mark II - 2015年2月発売[24]。
- OM-D E-M10 Mark II - 2015年9月発売[25]。
- OM-D E-M1 Mark II - 2016年9月に開発発表、12月に発売[26]。
- OM-D E-M10 Mark III - 2017年9月15日発売[27]。
- OM-D E-M1X - 2019年2月22日発売[28]。
- OM-D E-M5 Mark III - 2019年11月発売[29]。
- OM-D E-M1 Mark III - 2020年2月28日発売[30]。
- OM-D E-M10 Mark Ⅳ - 2020年09月18日発売[31]

#### オリンパス OLYMPUS AIR
- OLYMPUS AIR A01 - 2015年3月6日発売[32]。

### パナソニック Lumixシリーズ
- DC-BGH1 - 2020年11月19日発売[33]

#### Gシリーズ
- DMC-G1 - 2008年10月発売[2]。マイクロフォーサーズシステムを採用した最初のカメラ。仕様表では「レンズ交換式デジタル一眼カメラ」という型式名になっている。
- DMC-G2 - 2010年4月発売[34]。DMC-G1の後継機種。動画記録に対応し、レンズ交換式デジタルカメラとして世界で初めてタッチパネルを搭載する。
- DMC-G10（英語版） - 2010年6月発売[35]。DMC-G2の廉価版。タッチパネルは搭載しない。
- DMC-G3（英語版） - 2011年7月発売[36]。DMC-G2の後継機種。新型16MPセンサ搭載。小型化されGF2と共通のBLD10型バッテリを採用。
- DMC-G5（英語版） - 2012年9月発売[37]。DMC-G3の後継機種。GH2センサ搭載。G3よりも若干大型化。GH2と共通のBLC12型バッテリー採用。
- DMC-G6（英語版） - 2013年6月20日発売[38]。DMC-G5の後継機種。GH2センサ搭載。GH2と共通のBLC12型バッテリー採用。一部機能ではGH3を凌ぐ。240fps対応。
- DMC-G7（英語版） - 2015年6月25日発売[39]。DMC-G6の後継機。操作体系を2電子ダイヤル化し、空間認識AF、4Kフォトの機能を実装。
- DMC-G8 - 2016年10月21日発売[40]。DMC-G7の後継機。ボディを防塵・防滴化し、ボディ内手ブレ補正機構を搭載。
- DC-G9（英語版）（G9 PRO） - 2018年1月25日発売[41]。Gシリーズ初のプロユーザーをターゲットとする静止画フラグシップ機。日本市場では「G9 PRO」として展開する。
- DC-G99 - 2019年5月23日発売[42]。日本市場以外での形式名は「DC-G95」[43]。G9 PROの機能を引き継ぎつつ、従来のGシリーズを継承するアマチュアユーザー向け機種。
- DC-G100 - 2020年8月20日発売[44]

#### GHシリーズ
- DMC-GH1 - 2009年4月発売[45]。フルハイビジョン動画記録に対応したモデル。
- DMC-GH2（英語版） - 2010年10月発売[46]。DMC-GH1の後継機種。タッチパネル搭載。従来機とは異なるBLC12型バッテリー採用。
- DMC-GH3（英語版） - 2012年12月発売[47]。DMC-GH2の後継機種。より大型化しバッテリーグリップも用意。大型・大容量BLF19型バッテリーを採用。240fps対応。
- DMC-GH4（英語版） - 2014年4月24日発売[48]。4K動画記録に対応したモデル。
- DC-GH5（英語版） - 2017年3月23日発売[49]。カメラ本体内に手振れ補正を搭載したモデル。
- DC-GH5S（英語版） - 2018年1月25日発売[50]。撮影素子の画素数を抑えて高感度耐性を高めたモデル。カメラ本体内の手振れ補正は搭載されていない。
- DC-GH5M2（英語版）
- DC-GH6

#### GFシリーズ
- DMC-GF1 - 2009年9月発売[51]。小型化しライブビューファインダーを省略したモデル。動画記録に対応。
- DMC-GF2 - 2010年12月発売[52]。DMC-GF1の後継機種。タッチパネル搭載。モードダイヤルが廃止された。小型小容量のBLD10型バッテリー採用。
- DMC-GF3 - 2011年7月発売[53]。DMC-GF2の後継機種。より小型・廉価になる。ホットシューが省略された。小型小容量BLE9型バッテリ採用。
- DMC-GF5 - 2012年4月発売[54]。DMC-GF3の後継機種。小型・廉価機。
- DMC-GF6 - 2013年4月発売[55]。DMC-GF5の後継機種。180度回転できるチルト液晶搭載。モードダイヤルが復活し、GF1～GX1の流れを汲む。
- DMC-GF7 - 2015年2月13日発売[56]。
- DC-GF9 - 2017年1月19日発売[57]。
- DC-GF10 / DC-GF90 - 2018年2月22日発売。流通ルートによって型番が違うが、全くの同一品[58]。

#### GXシリーズ
- DMC-GX1 - 2011年11月発売[59]。DMC-GF1の派生高級機。G3の新型16MPセンサ搭載。電子水準器搭載。BLD10型バッテリを採用。
- DMC-GX7 - 2013年9月13日発売[60]。DMC-GX1の後継機種。1/8000秒シャッター、チルトEVF追加、チルト液晶搭載で事実上GX1の上位機種。GF6と共通のBLG10型バッテリー採用。
- DMC-GX8 - 2015年8月20日発売[61]。DMC-GX7の後継機。2030万画素、バリアングル液晶。レンズ（2軸O.I.S.）とボディ（4軸B.I.S.）の6コントロールによる手ブレ補正機能「Dual I.S.」。フォーカスセレクト。GH2、G6と共通のBLC12型バッテリー採用。防塵・防滴仕様で、内蔵フラッシュは廃止。
- DMC-GX7MK2 - 2016年5月18日発売[62]。1600万画素、ローパスフィルター廃止。EVFは固定式、内蔵フラッシュあり。
- DC-GX7MK3 - 2018年3月15日発売[63]。2030万画素、チルト式ファインダー。Bluetooth搭載。

#### GMシリーズ
- DMC-GM1 - 2013年11月21日発売[64]。
- DMC-GM1S - 2014年11月13日発売[65]。
- DMC-GM5 - 2014年11月13日発売[66]。

#### パナソニック・AVCCAMシリーズ
- AG-AF100 - 業務用HDカメラレコーダー。世界初マイクロフォーサーズMOSイメージセンサーを搭載したビデオカメラ。
- AG-AF105 - 2010年12月発売[67]。AG-AF100の日本国内向けモデル。
- AG-AF105A - 2012年11月発売[68]。AG-AF105の後継機種。

### OM SYSTEM
- OLYMPUS PEN E-P7 - 2021年6月25日発売
- OM-1 - 2022年3月18日発売
- OM-5 - 2022年11月18日発売

### Blackmagic Design
- Blackmagic Cinema Camera - 2012年12月発売[69]。シネマカメラ。
- Blackmagic Pocket Cinema Camera - 2013年7月発売[70]。
- Blackmagic Pocket Cinema Camera 4K - 2018年9月発売[71]。

### YI Technology
- Yi M1 - 2016年9月に開発発表[72]。

### JVCケンウッド
- GY-LS300CH - 2015年3月発売。業務用4Kカメラコーダー。

### アストロデザイン
- AH-4413 - 2012年12月発売[73]。2160p(3840×2160)カメラヘッド。
- CM-9010-B - 2019年11月発売[74]。8K対応カメラヘッド。

### JK Imaging
- KODAK PIXPRO S-1 - 2014年2月に海外発売[75]。Kodakブランドのミラーレスカメラ1号機。

### YONGNUO
- YN450M - 2020年2月開発発表。[76]Android OSを搭載し、4G通信に対応。
- YN455 - 2021年7月発表[77]。YN450Mの後継機種。

### Logitech International S.A.
- Mevo Core - 2024年3月に米国とカナダにて発売。ライブ配信向けカメラ[78]。

## レンズ一覧
賛同企業以外のサードパーティーからも製品が発売されている。斜体は開発が発表されているが未発売の製品。

### 広角ズームレンズ

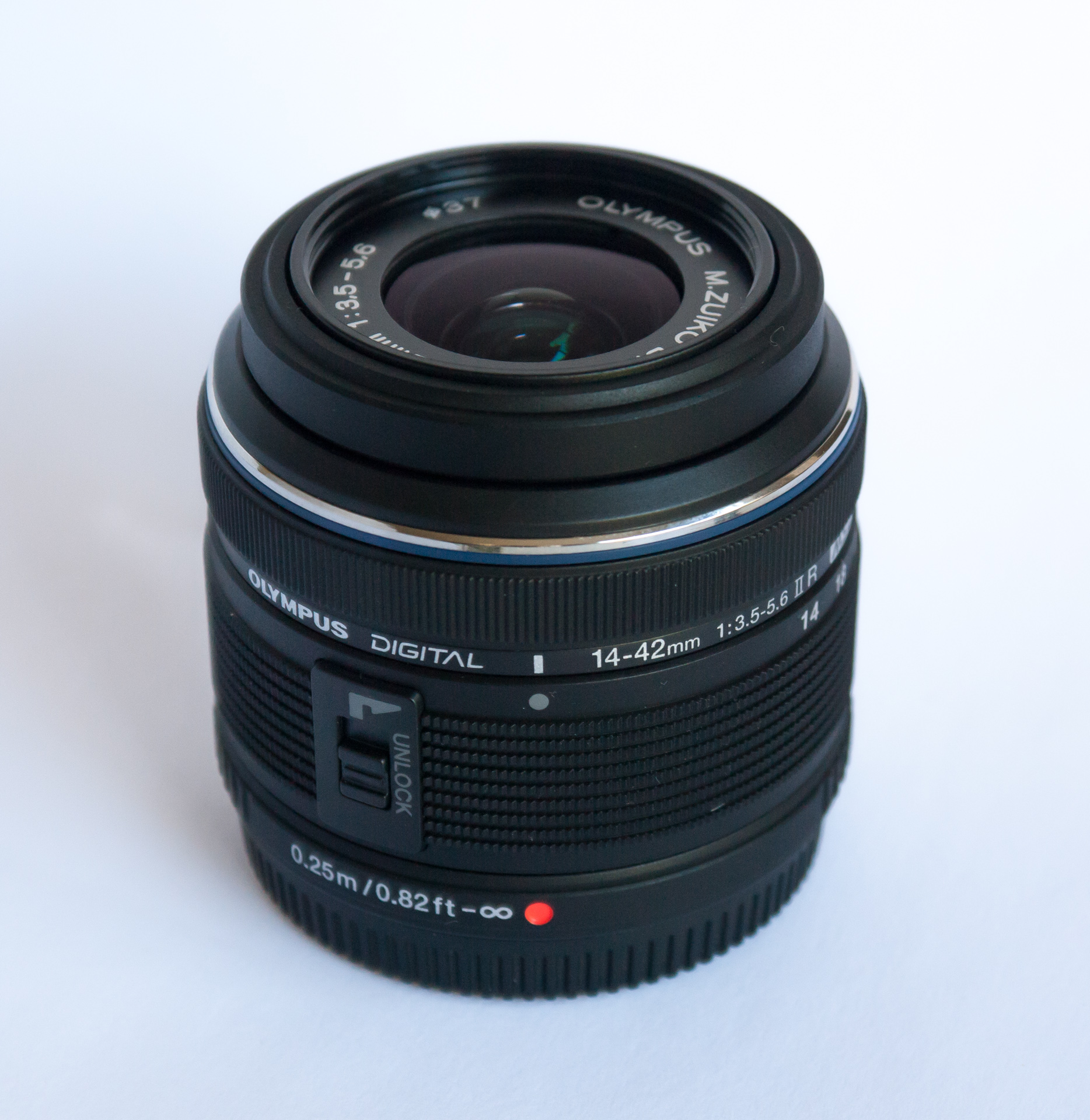
オリンパス M.ZUIKO DIGITAL 14-42mm F3.5-5.6 II R

- パナソニック：LUMIX G VARIO 7-14mm/F4.0 ASPH.[79]
- オリンパス：M.ZUIKO DIGITAL ED 7-14mm F2.8 PRO[80]
- パナソニック：LEICA DG VARIO-ELMARIT 8-18mm/F2.8-4.0 ASPH.[81]
- オリンパス：M.ZUIKO DIGITAL ED 9-18mm F4.0-5.6[82]

### 標準レンズ
- パナソニック：LEICA DG VARIO-SUMMILUX 10-25mm/F1.7 ASPH
- パナソニック：LUMIX G VARIO 12-32mm/F3.5-5.6 ASPH./MEGA O.I.S.[83]
- パナソニック：LUMIX G X VARIO 12-35mm/F2.8 ASPH./POWER O.I.S.[84]
- パナソニック：LUMIX G X VARIO 12-35mm/F2.8 II ASPH./POWER O.I.S.
- オリンパス：M.ZUIKO DIGITAL ED 12-40mm F2.8 PRO[85]
- オリンパス：M.ZUIKO DIGITAL ED 12-45mm F4.0 PRO
- オリンパス：M.ZUIKO DIGITAL ED 12-50mm F3.5-6.3 EZ[86][注 1]
- オリンパス：M.ZUIKO DIGITAL ED 14-42mm F3.5-5.6[87][注 1]
- パナソニック：LEICA DG VARIO-ELMARIT 12-60mm/F2.8-4.0 ASPH./POWER O.I.S.[88]
- パナソニック：LUMIX G VARIO 12-60mm/F3.5-5.6 ASPH./POWER O.I.S.[89]
- オリンパス：M.ZUIKO DIGITAL ED 14-42mm F3.5-5.6 L[9][注 1][注 2]
- オリンパス：M.ZUIKO DIGITAL 14-42mm F3.5-5.6 II[90][注 1]
- オリンパス：M.ZUIKO DIGITAL 14-42mm F3.5-5.6 II R[91][注 1]
- オリンパス：M.ZUIKO DIGITAL ED 14-42mm F3.5-5.6 EZ[92]
- パナソニック：LUMIX G VARIO 14-42mm/F3.5-5.6 ASPH./MEGA O.I.S.[34][注 3][注 2]
- パナソニック：LUMIX G VARIO 14-42mm/F3.5-5.6 II ASPH./MEGA O.I.S.[93]
- パナソニック：LUMIX G X VARIO PZ 14-42mm/F3.5-5.6 ASPH./POWER O.I.S.[94][注 4]
- パナソニック：LUMIX G VARIO 14-45mm/F3.5-5.6 ASPH./MEGA O.I.S.[79]

### 高倍率ズームレンズ
- オリンパス：M.ZUIKO DIGITAL ED 12-100mm F4.0 IS PRO[96]
- パナソニック：LUMIX G VARIO 14-140mm/F3.5-5.6 ASPH./POWER O.I.S.[97]
- パナソニック：LUMIX G VARIO 14-140mm/F3.5-5.6 Ⅱ ASPH./POWER O.I.S.
- パナソニック：LUMIX G VARIO HD 14-140mm/F4.0-5.8 ASPH./MEGA O.I.S.[79]
- タムロン：14-150mm F/3.5-5.8 Di III[98]
- オリンパス：M.ZUIKO DIGITAL ED 14-150mm F4.0-5.6[82]
- オリンパス：M.ZUIKO DIGITAL ED 14-150mm F4.0-5.6 II[99]
- オリンパス：M.ZUIKO DIGITAL ED 12-200mm F3.5-6.3

### 望遠ズームレンズ

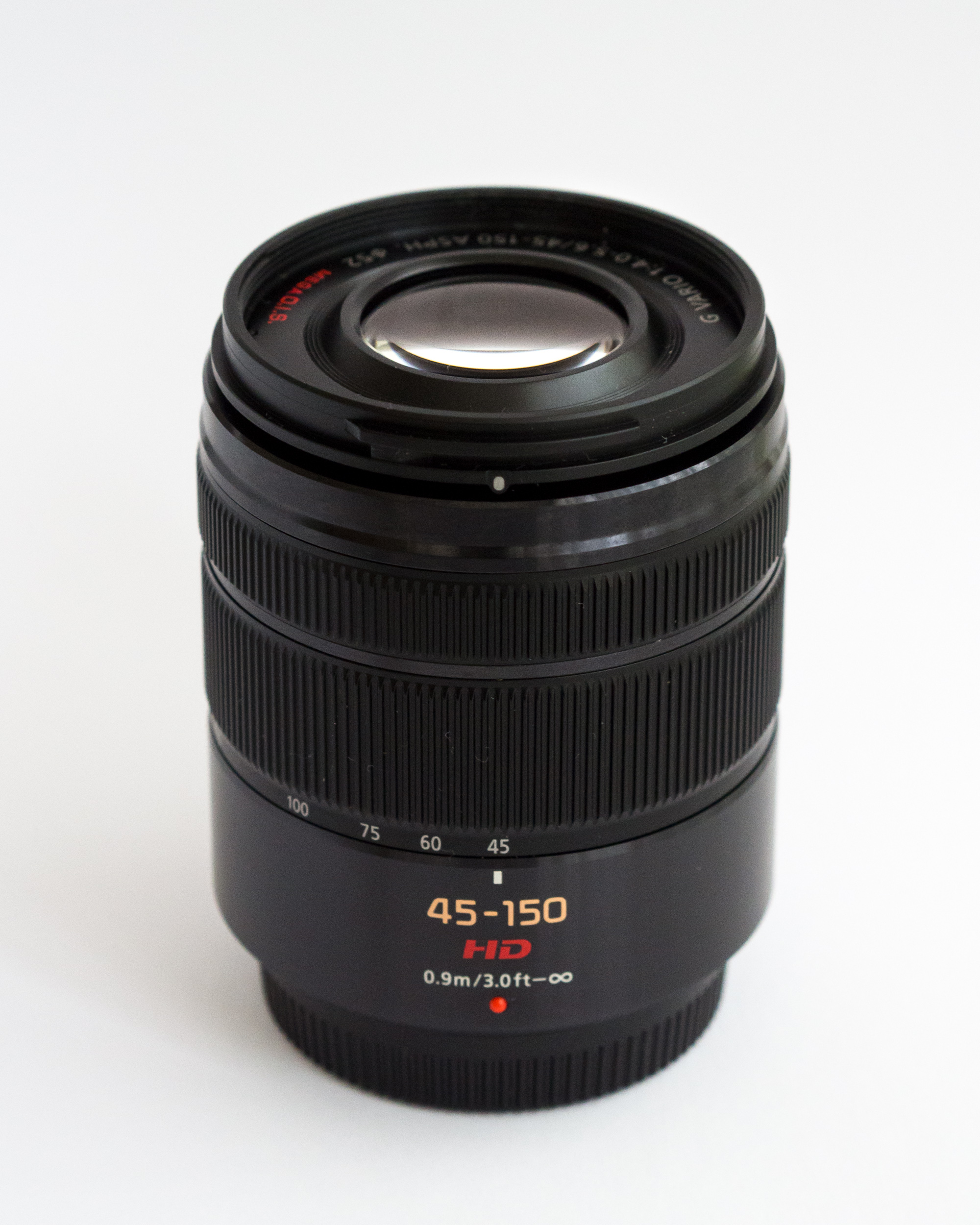
パナソニック LUMIX G VARIO 45-150mm/F4.0-5.6 ASPH./MEGA O.I.S.

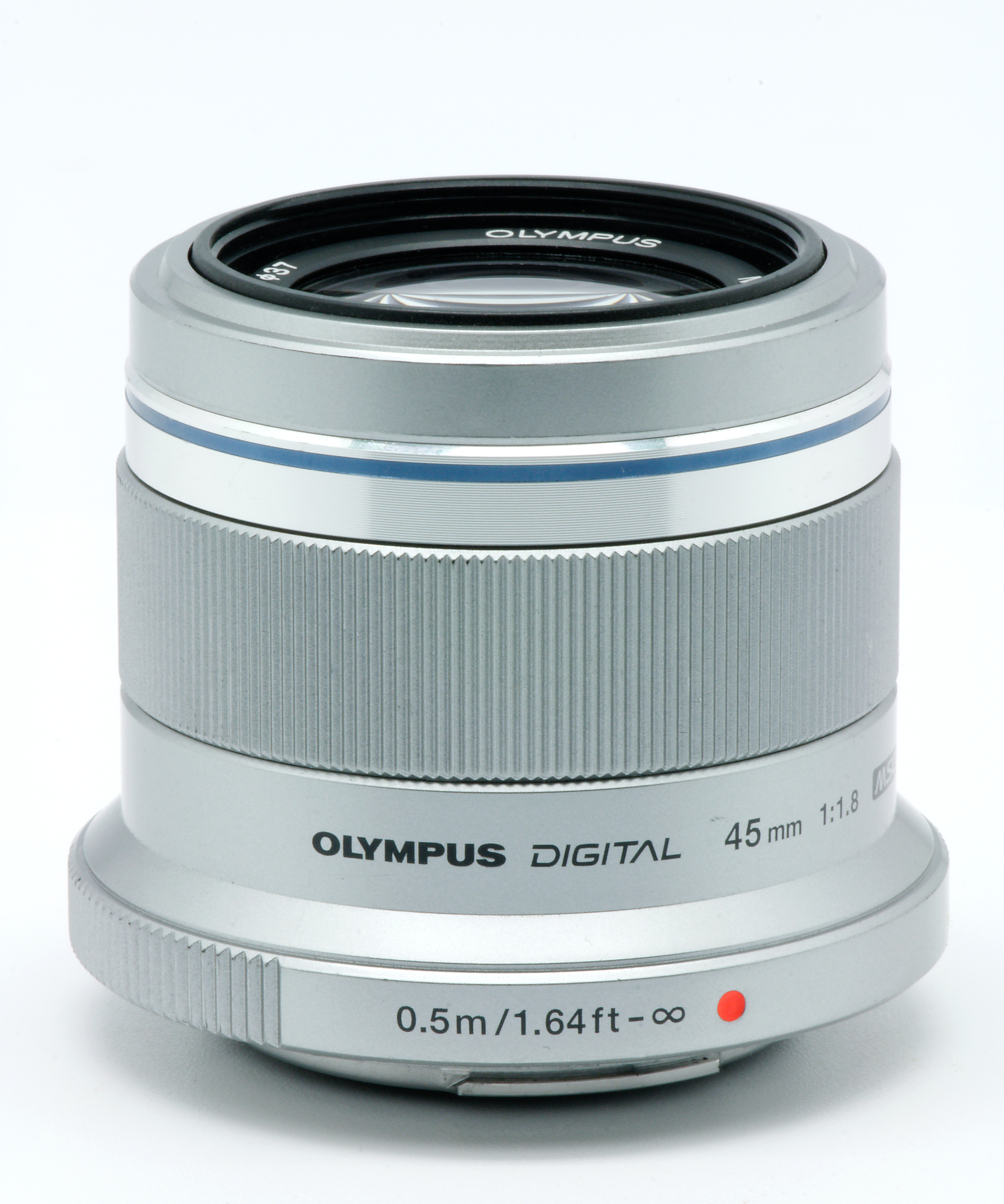
オリンパス M.ZUIKO DIGITAL 45mm F1.8

- パナソニック：LUMIX G X VARIO 35-100mm/F2.8/POWER O.I.S.[100]
- パナソニック：LUMIX G VARIO 35-100mm/F4.0-5.6 ASPH./MEGA O.I.S[101]
- オリンパス：M.ZUIKO DIGITAL ED 40-150mm F2.8 PRO[102]
- オリンパス：M.ZUIKO DIGITAL ED 40-150mm F4.0-5.6[103][注 1]
- オリンパス：M.ZUIKO DIGITAL ED 40-150mm F4.0-5.6 R[91][注 1]
- パナソニック：LUMIX G VARIO 45-150mm/F4.0-5.6 ASPH./MEGA O.I.S.[104][注 1]
- パナソニック：LUMIX G VARIO 45-200mm/F4.0-5.6 II/POWER O.I.S.
- パナソニック：LUMIX G X VARIO PZ 45-175mm/F4.0-5.6 ASPH./POWER O.I.S.[94][注 1]
- パナソニック：LUMIX G VARIO 45-200mm/F4.0-5.6/MEGA O.I.S.[2][注 5]
- パナソニック：LEICA DG VARIO-ELMARIT 50-200mm/F2.8-4.0 ASPH./POWER O.I.S.
- オリンパス：M.ZUIKO DIGITAL ED 75-300mm F4.8-6.7[103][注 1]
- オリンパス：M.ZUIKO DIGITAL ED 75-300mm F4.8-6.7 II[105]
- パナソニック：LUMIX G VARIO 100-300mm/F4.0-5.6/MEGA O.I.S.[106]
- パナソニック：LUMIX G VARIO 100-300mm/F4.0-5.6 II/POWER O.I.S.
- パナソニック：LEICA DG VARIO-ELMAR 100-400mm/F4.0-6.3 ASPH./POWER O.I.S.[107]
- オリンパス：M.ZUIKO DIGITAL ED 100-400mm F5.0-6.3 IS
- オリンパス：M.ZUIKO DIGITAL ED 150-400mm F4.5 TC1.25×IS PRO

### 単焦点レンズ

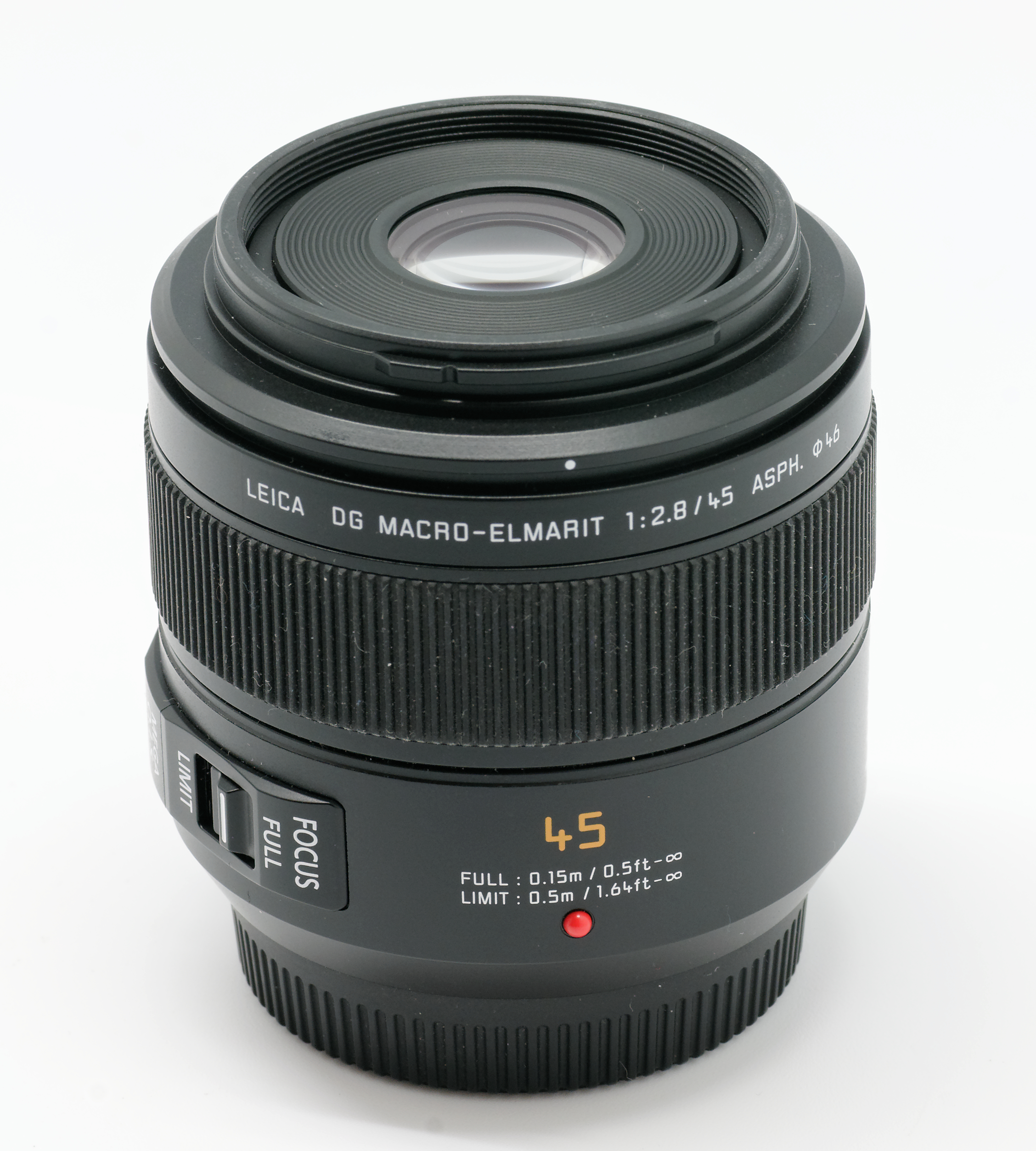
パナソニック LEICA DG MACRO-ELMARIT 45mm/F2.8 ASPH./MEGA O.I.S.

- オリンパス：M.ZUIKO DIGITAL ED 8mm F1.8 Fisheye PRO[108]
- パナソニック：LUMIX G FISHEYE 8mm/F3.5[109]
- オリンパス：M.ZUIKO DIGITAL ED 12mm F2.0[110]
- パナソニック：LEICA DG SUMMILUX 12mm/F1.4 ASPH.[111]
- シュナイダー・クロイツナッハ：Super-Angulon 2,0/14[112] - 開発開始の発表はあったが中止となり発売されなかった [113]
- パナソニック：LUMIX G 14mm/F2.5 ASPH.[106][注 5]
- パナソニック：LUMIX G 14mm/F2.5 II ASPH.[114]
- パナソニック：LEICA DG SUMMILUX 15mm/F1.7 ASPH.[115]
- シグマ：16mm F1.4 DC DN ART
- オリンパス：M.ZUIKO DIGITAL ED 17mm F1.2 PRO
- オリンパス：M.ZUIKO DIGITAL 17mm F1.8[116]
- オリンパス：M.ZUIKO DIGITAL 17mm F2.8[87][注 1]
- シグマ：SIGMA 19mm F2.8 EX DN[117]
- シグマ：SIGMA 19mm F2.8 DN[118]
- パナソニック：LUMIX G 20mm/F1.7 ASPH.[119]
- パナソニック：LUMIX G 20mm/F1.7 II ASPH.[120]
- パナソニック：LEICA DG SUMMILUX 25mm/F1.4 II ASPH[121]
- パナソニック：LEICA DG SUMMILUX 25mm/F1.4 ASPH.[122]
- オリンパス：M.ZUIKO DIGITAL ED 25mm F1.2 PRO[96]
- オリンパス：M.ZUIKO DIGITAL 25mm F1.8[123]
- シュナイダー・クロイツナッハ：Xenon 1,4/30[112] - 開発開始の発表はあったが中止となり発売されなかった [113]
- シグマ：30mm F1.4 DC DN ART
- シグマ：SIGMA 30mm F2.8 EX DN[124]
- シグマ：SIGMA 30mm F2.8 DN[118]
- パナソニック：LUMIX G 42.5mm / F1.7 ASPH. / POWER O.I.S.[125]
- YONGNUO：YN 42.5mm F1.7
- パナソニック：LEICA DG NOCTICRON 42.5mm/F1.2[126]
- オリンパス：M.ZUIKO DIGITAL 45mm F1.8[127]
- シュナイダー・クロイツナッハ：Makro Symmar 2,4/60[112] - 開発開始の発表はあったが中止となり発売されなかった [113]
- シグマ：SIGMA 56mm F1.4 DC DN ART
- シグマ：SIGMA 60mm F2.8 DN[128]
- オリンパス：M.ZUIKO DIGITAL ED 75mm F1.8[129]
- パナソニック：LEICA DG ELMARIT 200mm/F2.8/POWER O.I.S.
- オリンパス：M.ZUIKO DIGITAL ED 17mm F1.2 PRO
- オリンパス：M.ZUIKO DIGITAL ED 300mm F4.0 IS PRO[130]

### マクロレンズ
- パナソニック：LUMIX G MACRO 30mm / F2.8 ASPH. / MEGA O.I.S.[131]
- オリンパス：M.ZUIKO DIGITAL ED 30mm F3.5 Macro[96]
- パナソニック：LEICA DG MACRO-ELMARIT 45mm/F2.8 ASPH./MEGA O.I.S.[119]
- シュナイダー・クロイツナッハ：Makro-Symmar 2,4/60[112]
- オリンパス：M.ZUIKO DIGITAL ED 60mm F2.8 Macro[132]

### マニュアルフォーカスレンズ
- Laowa（Venus Optics）：LAOWA 4mm F2.8 Fisheye MFT[133]
- SAMYANG （三洋オプティクス）：SAMYANG 7.5 mm f/3.5 Fish-Eye[134]
- Laowa（Venus Optics）：LAOWA 7.5mm F2 MFT[135]
- SAMYANG（三洋オプティクス）：SAMYANG 8 mm f/3.5 UMC Fish-Eye CS II
- KOWA：PROMINAR 8.5mm F2.8[136]
- Laowa（Venus Optics）：LAOWA 9mm F2.8 ZERO-D MFT[137]
- Laowa（Venus Optics）：LAOWA 10mm F2.0 Zero-D MFT
- SLR Magic：Toy Lens 11mm f/1.4
- SLR Magic：HyperPrime 12mm F1.6
- SAMYANG（三洋オプティクス）：SAMYANG 12 mm f/2.0 NCS CS
- SAMYANG（三洋オプティクス）：SAMYANG 12 mm f/2.8 ED AS NCS Fish-Eye
- KOWA : PROMINAR 12mm F1.8[138][139]
- SAMYANG（三洋オプティクス）：SAMYANG MF 14 mm F2.8 MK2
- Laowa（Venus Optics）：LAOWA　17mm F1.8 MFT[140]
- フォクトレンダー（コシナ）：NOKTON 17.5mm F0.95[141]
- SAMYANG（三洋オプティクス）：SAMYANG 20 mm f/1.8 ED AS UMC
- SAMYANG（三洋オプティクス）：SAMYANG 21 mm f/1.4 ED AS UMC CS
- SLR Magic：HyperPrime 23mm F1.7[142]
- SAMYANG（三洋オプティクス）：SAMYANG TILT/SHIFT 24 mm f/3.5 ED AS UMC
- フォクトレンダー（コシナ）：NOKTON 25mm F0.95[143]
- フォクトレンダー（コシナ）：NOKTON 25mm F0.95 Type II[144]
- ホルガ：HL(W)-OP / HL(W)-PLG[145]
- KOWA：PROMINAR 25mm F1.8[146][139]
- 中一光学：SPEEDMASTER 25mm F0.95 [147]
- SLR Magic：TOY lens 26mm f/1.4[148]
- フォクトレンダー（コシナ）：SUPER NOKTON 29mm F0.8 Aspherical
- 中一光学：Speedmaster (MITAKON) 35mm F0.95 [149]
- SAMYANG（三洋オプティクス）：SAMYANG 35 mm f/1.2 ED AS UMC CS
- SAMYANG（三洋オプティクス）：SAMYANG 35 mm f/1.4 AS UMC
- SLR Magic：35mm f/1.7[150]
- KIPON：HANDEVISION IBELUX 40mm/f0.85[151]
- フォクトレンダー(コシナ)：NOKTON 42.5mm F0.95[152]
- 中一光学：FREEWALKER 42.5mm F1.2[153]
- SLR Magic：NOKTOR HyperPrime 50mm f/0.95[154]
- SAMYANG（三洋オプティクス）：SAMYANG 50 mm f/1.4 AS UMC
- SAMYANG（三洋オプティクス）：SAMYANG 50 mm f/1.2 AS UMC CS
- フォクトレンダー（コシナ）：SUPER NOKTON 60mm F0.95
- SAMYANG（三洋オプティクス）：SAMYANG 85 mm f/1.8 ED UMC CS
- SAMYANG（三洋オプティクス）：SAMYANG MF 85 mm F1.4 MK2
- SAMYANG（三洋オプティクス）：SAMYANG 100 mm f/2.8 ED UMC Macro
- SAMYANG（三洋オプティクス）：：SAMYANG 135 mm f/2.0 ED UMC
- トキナー：Tokina Reflex 300mm F6.3 MF MACRO（反射望遠レンズ）[155]
- ケンコー：Kenko ミラーレンズ 400mm F8（反射望遠レンズ）[156]

### その他
- パナソニック：LUMIX G 12.5mm/F12（3Dレンズ）[106]
- 安原製作所：NANOHAx5（超マクロレンズ）[157]
- 安原製作所：MADOKA180（全周魚眼レンズ）[158]
- 安原製作所：MOMO100（ソフトフォーカスレンズ）[159]
- Lensbaby (en:Lensbaby)： Composer with Tilt Transformer（チルトレンズ）[160]
- Lensbaby：Composer Pro（チルトレンズ）[161]
- B.I.G.：B.I.G. SHIFT LENS 4,5/15mm MFT（シフトレンズ）[162]
- Wanderlust Cameras：Pinwide（ピンホールレンズ）[163]
- SLR Magic：Toy Lens Pinhole Lens（ピンホールレンズ）[164]
- Rising：ピンホールレンズスタンダード（ピンホールレンズ）[165]
- Rising：ピンホールレンズWide（ピンホールレンズ）[165]
- Rising：ピンホールレンズWide V（ピンホールレンズ）[165]
- オリンパス：BCL-1580（ボディーキャップレンズ）[166]
- オリンパス：BCL-0980（フィッシュアイボディーキャップレンズ）[23]
- ロモグラフィー：Experimental Lens Kit[167]

### マウントアダプター
マイクロフォーサーズシステムのボディに対し、次のレンズ用のマウントアダプターが純正オプションとして発売されている。
- フォーサーズシステム（オリンパス、パナソニック）
- オリンパスOMシステム（オリンパス）
- ライカMシステム（パナソニック）
- ライカRシステム（パナソニック）

フランジバックの短さを活かし、上記の純正品以外にもサードパーティーから多種多様なレンズマウント用のアダプターが発売されている。
- ニコンFマウント
- ペンタックスKマウント
- キヤノンFDマウント
- オリンパス PEN-F

など

### シネシステム用レンズ
- カール・ツァイス ： Compact Prime CP.2シリーズ
- シュナイダー・クロイツナッハ ： Cine-Xenarシリーズ
- SAMYANG （三洋オプティクス）：Xeen シネマレンズシリーズ

## 規格賛同メーカー
- オリンパスイメージング（現OMデジタルソリューションズ） - 規格策定メーカー。
- パナソニック - 規格策定メーカー。
- ライカカメラAG - パナソニックによるライセンス生産の形で交換レンズを供給。
- コシナ - 2010年8月26日に規格賛同を表明し[168]、同年11月に交換レンズを発売[143]。フォクトレンダー社から取得した商標権で、Voigtländerブランドのレンズを製造する。
- シュナイダー・クロイツナッハ - 2011年2月7日に規格賛同を表明し[169]、シネシステム用レンズを発売。
- 駒村商会 - 日本におけるシュナイダー製品の代理店。2011年2月7日に規格賛同を表明[169]。
- カール・ツァイスAG - 2011年2月7日に規格賛同を表明し[170]、シネシステム用レンズを発売。
- シグマ - フォーサーズシステム自体には2004年に規格賛同[171]。2011年2月にマイクロフォーサーズシステム規格用レンズの開発を発表[172]、同月に交換レンズを発売[124]。
- アストロデザイン - 2012年1月に規格賛同を表明[173]。
- ケンコー・トキナー - 2012年1月に規格賛同を表明[173]。同年2月にケンコーブランドで交換レンズを発売[156]、同年5月にトキナーブランドの交換レンズを発売[155]。
- タムロン - 2012年1月に規格賛同を表明[173]。
- ブラックマジックデザイン - 2013年1月に規格賛同を表明[174]。
- JK Imaging - 2013年1月に規格賛同を表明[174]。フォーサーズシステムの提唱メーカーであるイーストマン・コダックのブランドのデジタルカメラなどコンシューマー向け製品を販売しており、マイクロフォーサーズシステムでもコダックブランドでボディとレンズを発売する[75]。
- フォトロン - 2013年1月に規格賛同を表明[174]。
- SVS-VISTEK - 2013年1月に規格賛同を表明[174]。
- ビュープラス - 2013年1月に規格賛同を表明[174]。
- 興和光学 - 2014年2月に規格賛同を表明[175]。マイクロフォーサーズマウント対応プロミナーレンズの開発を発表している[176]。
- トミーテック - 2014年2月に規格賛同を表明[175][177]。フィールド・天体向け望遠レンズ「BORG」に対応したマウントアダプターを発売。
- ケンコープロフェッショナルイメージング - 2014年2月に規格賛同を表明[175]。駒村商会から継承した写真機材販売業務を手がけるほか、親会社のケンコー・トキナーや海外メーカーの製品も取り扱う。
- JVCケンウッド - 2014年4月に規格賛同を表明。「4K対応レコーダー/プレーヤー分離型カメラレコーダー」「4Kハンドヘルドサイズカメラレコーダー」の開発を行う[178]。
- DJI - 2015年2月に規格賛同を表明。マルチコプターやプロ向け手持ち用カメラジンバルを開発[179]。
- JCD Optical - 2015年2月に規格賛同を表明。カメラやレンズの開発・生産[179]。
- フローベル - 2015年2月に規格賛同を表明。超高感度カメラや医療・バイオサイエンス用撮影システムなどの開発・製造・システム構築[179]。
- ザクティ - 2016年2月に規格賛同を表明[180]。
- ナックイメージテクノロジー - 2016年2月に規格賛同を表明[180]。
- Autel - 2016年2月に規格賛同を表明[180]。
- Meitu - 2016年2月に規格賛同を表明[180]。
- 3db Hardware Technology - 2016年2月に規格賛同を表明[180]。
- Xiaoyi Shanghai Technology Co., Ltd. - 2016年2月に規格賛同を表明[181]。
- シャープ - 2019年4月に規格賛同を表明。8Kビデオカメラの試作機を発表[182][183]。
- YONGNUO - 2020年2月に規格賛同を表明。Android OS搭載のカメラを発表。[4]
- MEDIAEDGE - 2020年2月に規格賛同を表明。[4]
- Venus Optics - 2020年2月に規格賛同を表明。LAOWAブランドのレンズを展開。[4]
- 銘匠光学 - 2022年2月に規格賛同を表明。TTArtisanブランドのレンズを展開。[184]
- Logitech International S.A. - 2024年3月に規格賛同を表明。ライブ配信向けカメラ「Mevo Core」を米国とカナダにて発売[78]。
- SIRUI - 2024年5月に規格賛同を表明[185]。